# Nançois-le-Grand
Nançois-le-Grand – miejscowość i gmina we Francji, w regionie Grand Est, w departamencie Moza.
Według danych na rok 1990 gminę zamieszkiwało 61 osób, a gęstość zaludnienia wynosiła 7 osób/km² (wśród 2335 gmin Lotaryngii Nançois-le-Grand plasuje się na 984. miejscu pod względem liczby ludności, natomiast pod względem powierzchni na miejscu 691.).